# اسپنسر بچوس
اسپنسر بچوس (به انگلیسی: Spencer Bachus) نمایندهٔ حوزه انتخابیه ششم آلاباما از حزب جمهوری‌خواه ایالات متحده آمریکا در مجلس نمایندگان ایالات متحده آمریکا است که برای نخستین‌بار در ۳ ژانویه ۱۹۹۳ میلادی به‌عضویت این مجلس درآمد.